# スカーレット・レコード
スカーレット・レコード (Scarlet Records)は、イタリアのインディーズレコード・レーベル。本社はミラノにある。ソイルワークのフロントマンであるビョーン・スピード・ストリッドの参加するバンド(プロジェクト)の作品や、エージェント・スチール、ロイヤル・ハント、スカイクラッド、Eldritch、ヘイトスフィア、Primevil、ラビリンス、ダーク・ムーアなどのバンドのリリースも行っている。
1998年に設立され、200枚以上のアルバムをリリースしている。2011年には、北アメリカでの販売についてEntertainment One Distributionと契約した。

## バンド一覧

### 現在の所属バンド
- Arachnes
- Bloodshot
- Bokor
- Bulldozer
- ダーク・ムーア
- DGM
- Dotma
- Eldritch
- Empyrios
- Extrema
- Faithsedge
- Infinita Symphonia
- カレドン
- Kingcrow
- ラビリンス
- マスターキャッスル
- Michele Luppi
- ネクロデス
- Node
- Odd Dimension
- Operatika
- Primevil
- ロイヤル・ハント
- サディスト
- Sawthis
- Scamp
- Scar of the Sun
- Schizo
- Shaman
- シークレット・スフィア
- スカイクラッド
- スローモーション・アポカリプス
- Solar Fragment
- ティモ・トルキ
- ワザリング・ハイツ

### 過去の所属アーティスト
- Aborym
- Agent Steel
- Barcode
- ブラインデッド・コロニー
- Cadaveria
- ディサルモニア・ムンディ
- Dragonhammer
- ヘイトスフィア
- インヴォケイター
- Malfeitor
- Manticora
- Metatrone
- Odyssea
- レクイエム
- レヴォリューション・ルネッサンス
- スカイラーク
- SmaXone
- Spice & The RJ Band
- ストームロード
- Subzero
- Tears of Magdalena
- テラー2000
- Thy Majestie
- Tyrant Eyes
- ヴィジョン・ディヴァイン
- ウインド・ローズ